# Vitali Doubko
Vitali Fiodorovitch Doubko (en russe : Виталий Фёдорович Дубко), né le 13 mai 1936 à Krasnodar (république socialiste fédérative soviétique de Russie, URSS) et mort le 19 septembre 2023, est un entraîneur de trampoline, soviétique puis russe. Il est également vice-président de la Fédération russe de trampoline.
Il entraîne de nombreux champions russes tels qu'Aleksandr Moskalenko, Irina Karavaeva, Evgeni Janes, German Khnychev, Evgeni Jakovenko, Ludmilla Karpova ou encore Natalia Tchernova. 
En 2000, il est nommé entraîneur du siècle par la Fédération internationale de gymnastique. En 2001, il reçoit la médaille de l'Ordre de l'Honneur.